# فيروس الإنفلونزا أ H9N2
فيروس الإنفلونزا أ H9N2 (A / H9N2) هو نوع فرعي من أنواع فيروس الإنفلونزا أ (فيروس إنفلونزا الطيور).
تسببت سلالة إنفلونزا H9N2 على مر السنين في الإصابة بمرض لدى العديد من الأطفال الذين تتراوح أعمارهم بين تسعة أشهر وخمس سنوات في هونغ كونغ، وآخرها حدث في ديسمبر 2009.

## العدوى في الطيور
H9N2 هو النوع الفرعي الأكثر شيوعًا لفيروسات الأنفلونزا في الدجاج الصيني، وبالتالي يتسبب في خسائر اقتصادية كبيرة لصناعة الدواجن، حتى في إطار برامج التطعيم طويلة المدى. كشفت إصابات بشرية الأخيرة مع فيروس أنفلونزا الطيور H9N2 الذي هو منح جين الي H7N9 وH10N8 التي تصيب البشر أيضا. الدور الحاسم لفيروسات H9N2 بسبب النطاق العريض الواسع، والتكيف مع كل من الدواجن والثدييات وإعادة التشكيل الجيني الشامل. في الصين، التي تعتبر أرضاً خصبة لتكاثر فيروسات إنفلونزا الطيور، تم اكتشاف فيروس H9N2 في العديد من أنواع الطيور، بما في ذلك الدجاج والبط والسمان والدراج والحجل والحمام والدجاج الحريري والشوكار والبلشون.
كشفت الدراسات الوبائية والوراثية أنه يمكن تقسيم جين هيماغلوتينين (مادة، مثل البروتين الفيروسي، تسبب تراص الخلايا الحمراء.) لفيروسات إنفلونزا H9N2 إلى سلالات الطيور الأوراسية والطيور الأمريكي. تضم سلالة الطيور الأوراسية ثلاثة سلالات متميزة، بما في ذلك:
A/chicken/Beijing/1/94-like (BJ/94-like), A/quail/Hong Kong/G1/97-like (G1-like), A/duck/Hong Kong/Y439/97 (Y439-like).

## الانتقال من الدجاج إلى الإنسان
يمكن أن ينتقل فيروس الأنفلونزا H9N2 عن طريق قطرات الهواء أو الغبار أو التغذية أو الماء. عادة ما يبدو أن الدجاج يتمتع بصحة جيدة بعد الإصابة، ولكن البعض منهم يظهر الاكتئاب والريش المنفوش. الفيروس يكرر نفسه في القصبة الهوائية. يجعل الدجاج أكثر عرضة للإصابة بالعدوى الثانوية، وخاصة عدوى الإشريكية القولونية بمعدل وفيات لا يقل عن 10٪. بالإضافة إلى ذلك، يمكن أن يصاب المخاط بسهولة بالقصبة الهوائية أو القصبات الهوائية عندما تكون التهوية ضعيفة، مما يؤدي إلى أمراض الجهاز التنفسي الحادة والموت.

## قابلية اكتساب المناعة

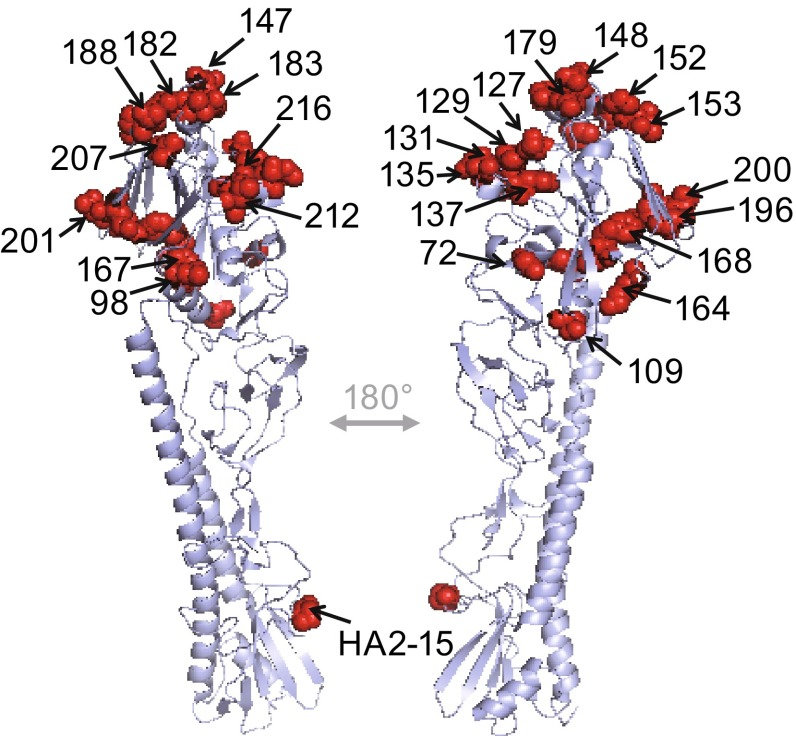
موقع الأحماض الأمينية المتعلقة بمضادات فيروس إنفلونزا H9N2 على الخريطة ثلاثية الأبعاد A / Swine / Hong Kong / 9/98. معرف PDB هو 1JSD. يتم عرض جميع الاماكن بترقيم H9

أظهرت فيروسات H9N2 المعزولة من الدجاج في الصين انجراف مستضد تطور إلى مجموعات مستضدية متميزة. ربما أدى هذا الانجراف المستضدي إلى فشل التحصين وقد يفسر الانتشار الحالي لفيروس إنفلونزا H9N2 في الصين. كشف تحديد الأحماض الأمينية في مواقع مستضدات H9 عن توزيع مختلف لمناطق المستضد بين الأنواع الفرعية الأخرى. تم تحديد مواقع الأحماض الأمينية المتعددة في بروتين HA المرتبط بمضاد فيروسات H9N2، ومعظمها يقع في الرأس البعيد لآلة HA. تم التعرف على فيروس H9N2 لإعادة تصنيف ‏ أنواع فرعية أخرى متعددة، بما في ذلك فيروسات H6N1 ‏ وH6N2 وH5N1. علاوة على ذلك، استمرت فيروسات إنفلونزا H7N9 في إعادة التصنيف مع فيروسات H9N2 المتداولة، مما أدى إلى تعدد الأنماط الجينية لفيروسات H7N9. يجب تحديد مساهمة جينات H9N2، وخاصة جينات بروتينات الريبونوكلي (RNP)، في العدوى في الإنسان.